# Пимек, Либор
Либор Пимек (чеш. Libor Pimek; родился 3 августа 1963 года в Мосте, Чехословакия) — чехословацкий теннисист, с 1989 года выступавший за Бельгию; победитель 18 турниров Гран-при и АТР (один — в одиночном разряде).

## Игровая карьера
Либор Пимек начал играть в теннис с шести лет в Литвинове. В 1979 году он стал чемпионом Чехословакии среди юношей в возрасте до 18 лет и в дальнейшем представлял свою страну в Кубке Галеа — европейском юниорском командном чемпионате. В 1983-1985 годах Пимек также выступал в составе сборной Чехословакии в Кубке Дэвиса, одержав три победы в шести встречах. На клубном уровне в эти годы он играл за команду города Пршерова. При участии «четырёх мушкетёров с ракеткой» — Пимека, Ярослава Навратила, Карела Новачека и Рихарда Фогеля — пршеровский клуб несколько лет подряд выигрывал командный чемпионат Чехословакии. В одиночном разряде Пимек трижды был вице-чемпионом Чехословакии, дважды проиграв в финале Милославу Мечиржу и один раз — Новачеку. В парном разряде он стал чемпионом страны с Павелом Сложилом.
В 1983 году Пимек выиграл первый в карьере турнир Гран-при. Этого успеха он добился в Ницце в паре с бельгийцем Бернаром Буало. На следующий год в Мюнхене Пимек завоевал свой первый и, как впоследствии оказалось, единственный титул в турнирах Гран-при в одиночном разряде. Среди побеждённых им соперников были 16-я ракетка мира Томаш Шмид и 24-я ракетка мира Джин Майер. За остаток сезона Пимек добился также побед над испанцем Хуаном Агилерой, занимавшим в рейтинге ATP седьмое место, и над 12-й ракеткой мира Аароном Крикстейном. Год он закончил на 25-м месте в рейтинге, а к апрелю 1985 года поднялся на 21-е место — высшее в своей одиночной карьере. Два титула, завоёванных в парном разряде в 1984 и 1985 годах, позволили Пимеку и в парах занимать в рейтинге места в районе 50-го (его высшей позицией в эти годы была 33-я в июле 1985 года).
После успехов в начале 80-х годов в игре Пимека наступил спад. Сам он объясняет это тем, что привык, как большинство в Чехословакии, играть с задней линии, но в мировом теннисе наступила эпоха игроков, идущих к сетке. Перестроив свою игру, Пимек на некоторое время снова поднялся в рейтинге, но затем его успехи сошли на нет. Этот период в игровой карьере совпал по времени со знакомством Пимека с бельгийкой Анн-Мари, в результате чего он стал больше времени проводить в Бельгии, чем в Чехословакии. В декабре 1987 года он получил разрешение чехословацких властей на брак, который состоялся в том же месяце. В 1989 году Пимек стал гражданином Бельгии.
Начиная с 1989 года Пимек сократил выступления в одиночном разряде до минимума, сосредоточившись на игре в парах. Это принесло желаемый результат: он снова начал подниматься наверх в парном рейтинге, с 1991 по 1997 год неизменно заканчивая сезон в числе ста лучших игроков мира. За 1992 и 1993 годы он по четыре раза играл в финалах турниров АТР-тура, сменившего тур Гран-при, и завоевал три титула, но лучшим в карьере стал для него 1996 год. За этот сезон Пимек выиграл четыре турнира АТР, из них три — с южноафриканцем Байроном Талботом. Кроме того, Пимек и Талбот вышли в финал Открытого чемпионата Италии — турнира АТР высшей категории — и четвертьфинал Открытого чемпионата Франции, что стало лучшим результатом Пимека за время выступлений в турнирах Большого шлема. К июлю 1996 года Пимек поднялся в рейтинге в парном разряде до 15-й позиции. В конце года Пимек и Талбот приняли участие в чемпионате мира АТР, проводимом при участии лучших игроков и пар мира; там им удалось, однако, выиграть только одну встречу в группе, и в плей-офф они не вышли.
Свой последний, 17-й, парный титул в турнирах АТР Либор Пимек завоевал в 1997 году в Палермо, но продолжал выступать до лета 1999 года. С 1991 по 1998 год он провёл семь игр за сборную Бельгии в Кубке Дэвиса, принеся ей два очка. После окончания игровой карьеры Пимек занимается риелторским бизнесом.

## Позиция в рейтинге в конце года
| Разряд    | 1982 | 1983 | 1984 | 1985 | 1986 | 1987 | 1988 | 1989 | 1990 | 1991 | 1992 | 1993 | 1994 | 1995 | 1996 | 1997 | 1998 |
| --------- | ---- | ---- | ---- | ---- | ---- | ---- | ---- | ---- | ---- | ---- | ---- | ---- | ---- | ---- | ---- | ---- | ---- |
| Одиночный | 219  | 57   | 25   | 34   | 71   | 95   | 234  | 296  | 329  | 332  | -    | -    | -    | -    | -    | -    | -    |
| Парный    | 333  | 86   | 50   | 54   | 111  | 290  | 183  | 224  | 124  | 59   | 37   | 54   | 69   | 53   | 21   | 40   | 113  |

## Выступления на турнирах

### Финалы турниров Гран-при и АТР в одиночном разряде (2)

#### Победы (1)
| Титулы (до/после 1990)     | Титулы (до/после 1990)     |
| -------------------------- | -------------------------- |
| Турниры Большого Шлема (0) |                            |
| Чемпионат мира (0)         |                            |
| Гран-при (1+5)             | ATP Masters (0)            |
| Гран-при (1+5)             | ATP International Gold (0) |
| Гран-при (1+5)             | ATP International (0+12)   |

| Титулы по покрытиям | Титулы по месту проведения матчей турнира |
| ------------------- | ----------------------------------------- |
| Хард (0)            | Зал (0+2)                                 |
| Грунт (1+15)        | Зал (0+2)                                 |
| Трава (0)           | Открытый воздух (1+15)                    |
| Ковёр (0+2)         | Открытый воздух (1+15)                    |

| №  | Дата        | Турнир      | Покрытие | Соперник в финале | Счёт            |
| 1. | 14 мая 1984 | Мюнхен, ФРГ | Грунт    | Джин Майер        | 6-4 4-6 7-6 6-4 |

#### Поражения (1)
| №  | Дата           | Турнир        | Покрытие | Соперник в финале | Счёт                |
| 1. | 18 ноября 1985 | Вена, Австрия | Ковёр(i) | Ян Гуннарссон     | 7-6 2-6 4-6 6-1 5-7 |

### Финалы турниров Гран-при и АТР в парном разряде (29)

#### Победы (17)
| №   | Дата             | Турнир             | Покрытие | Партнёр             | Соперники в финале                | Счёт        |
| 1.  | 21 марта 1983    | Ницца, Франция     | Грунт    | Бернар Буало        | Бернар Фриц Жан-Луи Айе           | 6-3 6-4     |
| 2.  | 2 апреля 1984    | Бари, Италия       | Грунт    | Станислав Бирнер    | Тим Уилкисон Марсель Фриман       | 2-6 7-6 6-4 |
| 3.  | 8 июля 1985      | Бостон, США        | Грунт    | Слободан Живоинович | Питер Макнамара Пол Макнами       | 2-6 6-4 7-6 |
| 4.  | 16 июня 1986     | Афины, Греция      | Грунт    | Блейн Уилленборг    | Карлос ди Лаура Клаудио Панатта   | 5-7 6-4 6-2 |
| 5.  | 11 августа 1986  | Сен-Венсан, Италия | Грунт    | Павел Сложил        | Чарльз Бад-Кокс Майкл Фанкатт     | 6-3 6-3     |
| 6.  | 10 сентября 1990 | Бордо, Франция     | Грунт    | Томас Карбонель     | Мансур Бахрами Янник Ноа          | 6-3 6-7 6-2 |
| 7.  | 30 марта 1992    | Оэйраш, Португалия | Грунт    | Хендрик-Ян Давидс   | Люк Дженсен Лори Уордер           | 3-6 6-3 7-5 |
| 8.  | 6 июля 1992      | Гштад, Швейцария   | Грунт    | Хендрик-Ян Давидс   | Петр Корда Цирил Сук              | Без игры    |
| 9.  | 7 июня 1993      | Флоренция, Италия  | Грунт    | Томас Карбонель     | Грег ван Эмбург Марк Куверманс    | 7-6 2-6 6-1 |
| 10. | 2 августа 1993   | Прага, Чехия       | Грунт    | Хендрик-Ян Давидс   | Хорхе Лосано Жайми Онсинс         | 6-3 7-6     |
| 11. | 13 сентября 1993 | Бухарест, Румыния  | Грунт    | Менно Остинг        | Джордже Косак Чиприан Порумб      | 7-6 7-6     |
| 12. | 31 июля 1995     | Прага, Чехия (2)   | Грунт    | Байрон Талбот       | Иржи Новак Давид Рикл             | 7-5 1-6 7-6 |
| 13. | 29 января 1996   | Загреб, Хорватия   | Ковёр(i) | Менно Остинг        | Хендрик-Ян Давидс Мартин Дамм     | 6-3 7-6     |
| 14. | 11 марта 1996    | Копенгаген, Дания  | Ковёр(i) | Байрон Талбот       | Уэйн Артурс Эндрю Кратцман        | 7-6 3-6 6-3 |
| 15. | 15 июля 1996     | Штутгарт, Германия | Грунт    | Байрон Талбот       | Томас Карбонель Франсиско Роиг    | 6-2 5-7 6-4 |
| 16. | 22 июля 1996     | Кицбюэль, Австрия  | Грунт    | Байрон Талбот       | Дэвид Адамс Менно Остинг          | 7-6 6-3     |
| 17. | 19 сентября 1997 | Палермо, Италия    | Грунт    | Эндрю Кратцман      | Хендрик-Ян Давидс Даниэль Орсанич | 3-6 6-3 7-6 |

#### Поражения (12)
| №   | Дата             | Турнир                    | Покрытие | Партнёр           | Соперники в финале              | Счёт        |
| 1.  | 17 сентября 1984 | Женева, Швейцария         | Грунт    | Томаш Шмид        | Микаэль Мортенсен Матс Виландер | 3-6 4-6     |
| 2.  | 16 сентября 1985 | Бордо, Франция            | Грунт    | Блейн Уилленборг  | Дэвид Фельгейт Стивен Шо        | 4-6 7-5 4-6 |
| 3.  | 11 февраля 1991  | Брюссель, Бельгия         | Ковёр(i) | Михил Схаперс     | Тодд Вудбридж Марк Вудфорд      | 3-6 0-6     |
| 4.  | 5 августа 1991   | Прага, Чехия              | Грунт    | Даниэль Вацек     | Войтех Флегл Цирил Сук          | 4-6 2-6     |
| 5.  | 2 марта 1992     | Копенгаген, Дания         | Ковёр(i  | Хендрик-Ян Давидс | Никлас Культи Магнус Ларссон    | 3-6 4-6     |
| 6.  | 14 сентября 1992 | Кёльн, Германия           | Грунт    | Ронни Батман      | Орасио де ла Пенья Густаво Луса | 7-6 0-6 2-6 |
| 7.  | 26 июля 1993     | Хилверсюм, Нидерланды     | Грунт    | Хендрик-Ян Давидс | Якко Элтинг Паул Хархёйс        | 6-4 2-6 5-7 |
| 8.  | 22 мая 1995      | Болонья, Италия           | Грунт    | Винсент Спейди    | Байрон Блэк Джонатан Старк      | 5-7 3-6     |
| 9.  | 19 июня 1995     | Санкт-Пёльтен, Австрия    | Грунт    | Байрон Талбот     | Билл Беренс Мэтт Лусена         | 5-7 4-6     |
| 10. | 13 мая 1996      | Рим, Италия               | Грунт    | Байрон Талбот     | Байрон Блэк Грант Коннелл       | 2-6 3-6     |
| 11. | 3 марта 1997     | Роттердам, Нидерланды     | Ковёр(i) | Байрон Талбот     | Якко Элтинг Паул Хархёйс        | 6-7 4-6     |
| 12. | 28 июля 1997     | Амстердам, Нидерланды (2) | Грунт    | Эндрю Кратцман    | Пол Килдерри Николас Лапентти   | 6-3 5-7 6-7 |